# A Day in the Glamourous Night
A Day in the Glamourous Night è un album raccolta di demo inediti della sleaze/glam metal band Jetboy, uscito nel 1998 per l'etichetta discografica Perris Records.
Le tracce dell'album furono registrate attorno al 1986, prima dell'entrata di Sam Yaffa al basso.

## Tracce
1. Feel So Good
2. Cut Me Down
3. One Night Stand
4. Fire in My Heart
5. Quick Draw
6. Bad Disease
7. Losin Streak
8. Missing You
9. Rockinall Over the World
10. In the Alley
11. Boogie Woogie Girl
12. Praire Nights
13. Talkin
14. Shout It Out
15. I Wanna Be a Millionaire
16. Car Sex
17. Don't Mess with My Hair

## Formazione
- Mickey Finn - voce
- Fernie Rod - chitarra
- Billy Rowe - chitarra
- Todd Crew - basso
- Ron Tostenson - batteria